# Дегчаль (дегестан)
Дегчаль (перс. دهچال) — дегестан в Ірані, в Центральному бахші, в шагрестані Хондаб остану Марказі.

## Населені пункти
До складу дегестану входять такі населені пункти:
- Аліабад
- Везванак
- Ґармаб
- Госейнабад-е Мукуфе
- Дегчаль
- Ебрагімабад
- Емамзаде-Дегчаль
- Калье-є Асадабад
- Камар-Аб
- Касемабад
- Маджідабад
- Насірабад
- Піязабад
- Самар-Дашт
- Сіран
- Фуран
- Холузін
- Чахмак-Таппе
- Чізан